# Festival Eurovisão da Canção 2021
O Festival Eurovisão da Canção 2021 (em inglês:  Eurovision Song Contest 2021; em francês: Concours Eurovision de la chanson 2021; em neerlandês:  Eurovisiesongfestival 2021) foi a 65.ª edição do Festival Eurovisão da Canção. O evento decorreu nos dias 18, 20 e 22 de maio sendo realizado no complexo Ahoy de Roterdão nos Países Baixos. Após o cancelamento do Festival Eurovisão da Canção 2020 devido à pandemia de COVID-19, a União Europeia de Radiodifusão e o grupo de referência decidiram como seria a edição de 2021, nesse ínterim a câmara municipal de Roterdão decidiu manter a cidade como sede da competição e, desta forma, os Países Baixos tornariam-se anfitriões do festival por 5.ª ocasião na história, sendo a última vez em 1980.
Os apresentadores foram os mesmos designados para a Eurovisão: Europe Shine A Light: Edsilia Rombley, Nikkie de Jager, Jan Smit e Chantal Janzen. O lema da edição foi «Open Up» (em português: «Abra-se»), que faz referência à abertura dos Países Baixos face ao mundo. O logo desta edição foi o mesmo que era suposto ser utilizado em 2020 e representa de maneira abstrata todas as cores das bandeiras dos países participantes.
Nesta edição houve 39 nações participantes. Hungria e Montenegro decidiram não participar nesta ocasião, assim como também não eram suposto fazê-lo em 2020. A 5 de março de 2021, Arménia decidiu retirar-se da competição pelo conflito do Alto Carabaque e a 26 de março, a Bielorrússia foi desqualificada por desrespeitar a regra de não incluir mensagens políticas nas letras das canções.

## Localização

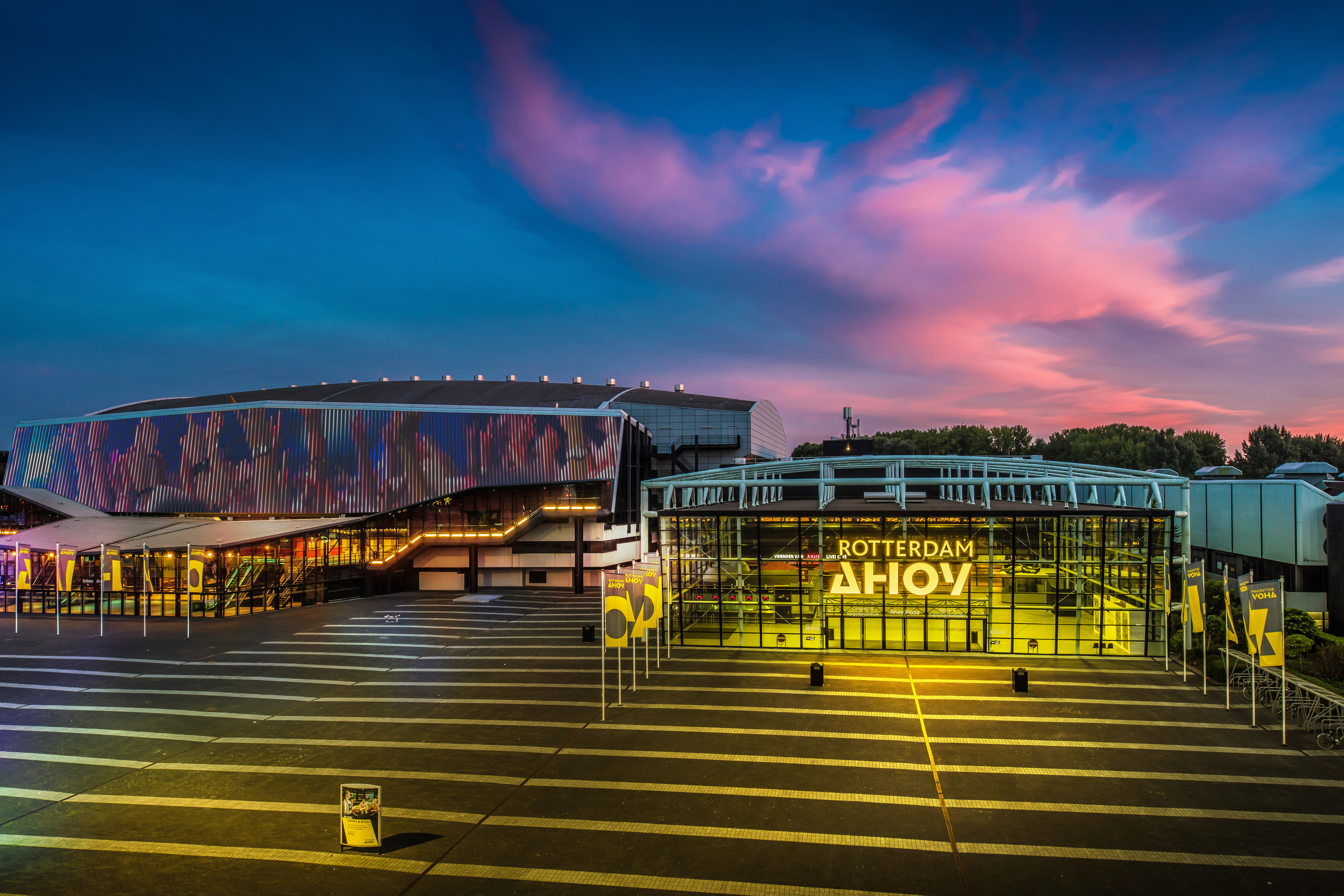
Rotterdam Ahoy – sede do concurso de 2021

Após o cancelamento do Festival Eurovisão da Canção 2020, a União Europeia de Radiodifusão esteve em negociações com as emissoras neerlandesas AVROTROS, NPO e NOS, bem como com a câmara municipal de Roterdão, que organizaria o festival de 2020, sobre a possibilidade de organizar a edição de 2021 na mesma cidade.
Segundo os média dos Países Baixos, a câmara municipal de Roterdão iria precisar de 6.700.000€ adicionais para a organização do evento em 2021. O governo da cidade aprovou o orçamento da proposta a 23 de abril de 2020 com 33 votos a favor e 8 contra. Desta forma, mantiveram o Ahoy Rotterdam como sede, complexo com espaço para 16.000 pessoas, que já recebeu o Festival Eurovisão da Canção Júnior 2007, o Nationaal Songfestival em 2000, 2001 e 2003; e os MTV Europe Music Awards em 1997 y 2016. No decorrer da emissão do programa especial Eurovisão: Europe Shine A Light, os apresentadores confirmaram que a sede iria manter-se a mesma.

## Organização

### Produção
O edição de 2021 será uma co-produção entre três organizações de rádio e televisão dos Países Baixos: AVROTROS, Nederlandse Omroep Stichting (NOS) e Nederlandse Publieke Omroep (NPO), sendo que cada uma delas terá um papel diferente. Sietse Bakker e Astrid Dutrénit serão produtores executivos enquanto Emilie Sickinghe e Jessica Stam serão produtores adjuntos.

### Novo supervisor executivo
Em janeiro de 2020, a União Europeia de Radiodifusão anunciou que Martin Österdahl tornaria-se o supervisor executivo do Festival Eurovisão da Canção após a edição de 2020, sucedendo Jon Ola Sand. Antes da nomeação, Österdahl havia sido produtor executivo das edições de 2013 e 2016 e havia sido membro do grupo de referência do Festival Eurovisão da Canção entre 2012 e 2018.

## Países participantes
A UER anunciou inicialmente no dia 26 de outubro de 2020 que quarenta e um países iriam participar do concurso, apresentando a mesma formação de países que participaria da edição de 2020, que foi cancelada. Bulgária e Ucrânia estão retornando ao festival após suas ausências na edição de 2019, enquanto Hungria e Montenegro confirmaram que não retornarão ao festival, tendo ambas como última participação a edição de 2019.
Em março de 2021, Arménia e Bielorrússia confirmaram a não participação no concurso; A Arménia se retirou devido a crises sociais e políticas após a guerra no Alto Carabaque em 2020, enquanto a Bielorrússia foi desqualificada após apresentar uma inscrição em violação às regras, reduzindo assim o número de países participantes para 39.

### Retorno de artistas
Após o cancelamento do festival em 2020, as emissoras participantes de 24 países anunciaram que selecionariam internamente os mesmos artistas previamente já selecionados para competir em 2021. Além disso, os cantores que já tinham sido selecionados para as representações da Estónia e da Lituânia no ano passado também ganharam as suas seleções nacionais em 2021.
Excluindo 2020, o festival contou com três representantes que também atuaram anteriormente como vocalistas do mesmo país, e cinco artistas que participaram de outros eventos do Eurovisão ou como coristas para o mesmo ou para outro país.
| Artista                                | Anos               | Anos anteriores                                                                                  |
| -------------------------------------- | ------------------ | ------------------------------------------------------------------------------------------------ |
| Natalia Gordienko                      | Moldávia           | Festival Eurovisão da Canção 2006 (dupla com Arsenium)                                           |
| Senhit                                 | San Marino         | Festival Eurovisão da Canção 2011                                                                |
| Sanja Vučić (membro do Hurricane)      | Sérvia             | Festival Eurovisão da Canção 2016                                                                |
| Ksenija Knežević (membro do Hurricane) | Sérvia             | Festival Eurovisão da Canção 2015 (corista de Knez, representante de Montenegro)                 |
| Destiny Chukunyere                     | Malta              | Festival Eurovisão da Canção Júnior 2015 (Vencedora)                                             |
| Destiny Chukunyere                     | Malta              | Festival Eurovisão da Canção 2019 (corista de Michela Pace)                                      |
| Stefania                               | Grécia             | Festival Eurovisão da Canção Júnior 2016 (representante dos Países Baixos como membro do Kisses) |
| Vincent Bueno                          | Áustria            | Festival Eurovisão da Canção 2017 (corista de Nathan Trent)                                      |
| Vasil                                  | Macedónia do Norte | Festival Eurovisão da Canção 2019 (corista de Tamara Todevska)                                   |

### Participantes
| País participante  | Artista             | Título original da canção   | Idiomas de interpretação | Data da seleção         | Ref.          |
| País participante  | Artista             | Tradução em português       | Idiomas de interpretação | Data da seleção         | Ref.          |
| ------------------ | ------------------- | --------------------------- | ------------------------ | ----------------------- | ------------- |
| Albânia            | Anxhela Peristeri   | "Karma"                     | Albanês                  | 23 de dezembro de 2020  | [ 20 ]        |
| Albânia            | Anxhela Peristeri   | Carma                       | Albanês                  | 23 de dezembro de 2020  | [ 20 ]        |
| Alemanha           | Jendrik Sigwart     | "I Don't Feel Hate"         | Inglês                   | 06 de fevereiro de 2021 | [ 21 ]        |
| Alemanha           | Jendrik Sigwart     | Eu Não Sinto Ódio           | Inglês                   | 06 de fevereiro de 2021 | [ 21 ]        |
| Austrália          | Montaigne           | "Technicolour"              | Inglês                   | 02 de abril de 2020     | [ 22 ]        |
| Austrália          | Montaigne           | Tecnicolor                  | Inglês                   | 02 de abril de 2020     | [ 22 ]        |
| Áustria            | Vincent Bueno       | "Amen"                      | Inglês                   | 26 de março de 2020     | [ 23 ]        |
| Áustria            | Vincent Bueno       | Amém                        | Inglês                   | 26 de março de 2020     | [ 23 ]        |
| Azerbaijão         | Efendi              | "Mata Hari"                 | Inglês                   | 20 de março de 2021     | [ 24 ]        |
| Azerbaijão         | Efendi              | Mata Hari                   | Inglês                   | 20 de março de 2021     | [ 24 ]        |
| Bélgica            | Hooverphonic        | "The Wrong Place"           | Inglês                   | 20 de março de 2021     | [ 25 ]        |
| Bélgica            | Hooverphonic        | O Lugar Errado              | Inglês                   | 20 de março de 2021     | [ 25 ]        |
| Bulgária           | Victoria            | "Growing Up Is Getting Old" | Inglês                   | 21 de março de 2020     | [ 26 ]        |
| Bulgária           | Victoria            | Crescer é Envelhecer        | Inglês                   | 21 de março de 2020     | [ 26 ]        |
| Chipre             | Elena Tsagrinou     | "El diablo"                 | Inglês                   | 25 de novembro de 2020  | [ 27 ]        |
| Chipre             | Elena Tsagrinou     | O Diabo                     | Inglês                   | 25 de novembro de 2020  | [ 27 ]        |
| Croácia            | Albina              | "Tick-Tock"                 | Inglês e croata          | 13 de fevereiro de 2021 | [ 28 ]        |
| Croácia            | Albina              | Tick-Tock                   | Inglês e croata          | 13 de fevereiro de 2021 | [ 28 ]        |
| Dinamarca          | Fyr og Flamme       | "Øve os på hinanden"        | Dinamarquês              | 06 de março de 2021     | [ 29 ]        |
| Dinamarca          | Fyr og Flamme       | Pratique um no outro        | Dinamarquês              | 06 de março de 2021     | [ 29 ]        |
| Eslovénia          | Ana Soklič          | "Amen"                      | Inglês                   | 16 de maio de 2020      | [ 30 ]        |
| Eslovénia          | Ana Soklič          | Amém                        | Inglês                   | 16 de maio de 2020      | [ 30 ]        |
| Estónia            | Uku Suviste         | "The Lucky One"             | Inglês                   | 06 de março de 2021     | [ 31 ]        |
| Estónia            | Uku Suviste         | O Sortudo                   | Inglês                   | 06 de março de 2021     | [ 31 ]        |
| Espanha            | Blas Cantó          | "Voy a quedarme"            | Castelhano               | 18 de março de 2020     | [ 32 ]        |
| Espanha            | Blas Cantó          | Vou ficar                   | Castelhano               | 18 de março de 2020     | [ 32 ]        |
| Finlândia          | Blind Channel       | "Dark Side"                 | Inglês                   | 20 de fevereiro de 2020 | [ 33 ]        |
| Finlândia          | Blind Channel       | Lado Negro                  | Inglês                   | 20 de fevereiro de 2020 | [ 33 ]        |
| França             | Barbara Pravi       | "Voilà"                     | Francês                  | 30 de janeiro de 2021   | [ 34 ]        |
| França             | Barbara Pravi       | Voilà                       | Francês                  | 30 de janeiro de 2021   | [ 34 ]        |
| Geórgia            | Tornike Kipiani     | "You"                       | Inglês                   | 19 de março de 2020     | [ 35 ]        |
| Geórgia            | Tornike Kipiani     | Tu                          | Inglês                   | 19 de março de 2020     | [ 35 ]        |
| Grécia             | Stefania            | "Last Dance"                | Inglês                   | 18 de março de 2020     | [ 36 ]        |
| Grécia             | Stefania            | Última Dança                | Inglês                   | 18 de março de 2020     | [ 36 ]        |
| Irlanda            | Lesley Roy          | "Maps"                      | Inglês                   | 17 de dezembro de 2021  | [ 37 ]        |
| Irlanda            | Lesley Roy          | Mapas                       | Inglês                   | 17 de dezembro de 2021  | [ 37 ]        |
| Islândia           | Daði og Gagnamagnið | "10 Years"                  | Inglês                   | 23 de outubro de 2020   | [ 38 ]        |
| Islândia           | Daði og Gagnamagnið | 10 Anos                     | Inglês                   | 23 de outubro de 2020   | [ 38 ]        |
| Israel             | Eden Alene          | "Set Me Free"               | Inglês e hebraico        | 22 de março de 2020     | [ 39 ]        |
| Israel             | Eden Alene          | Liberta-me                  | Inglês e hebraico        | 22 de março de 2020     | [ 39 ]        |
| Itália             | Måneskin            | "Zitti e buoni"             | Italiano                 | 06 de março de 2021     | [ 40 ]        |
| Itália             | Måneskin            | Quieto e Bom                | Italiano                 | 06 de março de 2021     | [ 40 ]        |
| Letónia            | Samanta Tina        | "The Moon Is Rising"        | Inglês                   | 16 de maio de 2020      | [ 41 ]        |
| Letónia            | Samanta Tina        | A Lua está a Subir          | Inglês                   | 16 de maio de 2020      | [ 41 ]        |
| Lituânia           | The Roop            | "Discoteque"                | Inglês                   | 06 de fevereiro 2021    | [ 42 ]        |
| Lituânia           | The Roop            | Discoteca                   | Inglês                   | 06 de fevereiro 2021    | [ 42 ]        |
| Macedónia do Norte | Vasil               | "Here I Stand"              | Inglês                   | 20 de janeiro de 2021   | [ 43 ]        |
| Macedónia do Norte | Vasil               | Aqui Estou Eu               | Inglês                   | 20 de janeiro de 2021   | [ 43 ]        |
| Malta              | Destiny Chukunyere  | "Je me casse"               | Inglês                   | 16 de maio de 2020      | [ 44 ]        |
| Malta              | Destiny Chukunyere  | Eu Quebro                   | Inglês                   | 16 de maio de 2020      | [ 44 ]        |
| Moldávia           | Natalia Gordienko   | "Sugar"                     | Inglês                   | 26 de janeiro de 2021   | [ 45 ]        |
| Moldávia           | Natalia Gordienko   | Açúcar                      | Inglês                   | 26 de janeiro de 2021   | [ 45 ]        |
| Noruega            | Tix                 | "Fallen Angel"              | Inglês                   | 20 de fevereiro de 2021 | [ 46 ]        |
| Noruega            | Tix                 | Anjo Caído                  | Inglês                   | 20 de fevereiro de 2021 | [ 46 ]        |
| Países Baixos      | Jeangu Macrooy      | "Birth of a New Age"        | Inglês e Sranan Tongo    | 18 de março de 2020     | [ 47 ]        |
| Países Baixos      | Jeangu Macrooy      | Nascimento de uma Nova Era  | Inglês e Sranan Tongo    | 18 de março de 2020     | [ 47 ]        |
| Polónia            | Rafał               | "The Ride"                  | Inglês                   | 12 de março de 2021     | [ 48 ]        |
| Polónia            | Rafał               | O percurso                  | Inglês                   | 12 de março de 2021     | [ 48 ]        |
| Portugal           | The Black Mamba     | "Love is On My Side"        | Inglês                   | 06 de março de 2021     | [ 49 ]        |
| Portugal           | The Black Mamba     | O Amor Está Do Meu Lado     | Inglês                   | 06 de março de 2021     | [ 49 ]        |
| Reino Unido        | James Newman        | "Embers"                    | Inglês                   | 19 de fevereiro de 2021 | [ 50 ]        |
| Reino Unido        | James Newman        | Brasas                      | Inglês                   | 19 de fevereiro de 2021 | [ 50 ]        |
| Chéquia            | Benny Cristo        | "Omaga"                     | Inglês e checo           | 13 de maio de 2020      | [ 51 ] [ 52 ] |
| Chéquia            | Benny Cristo        | Omaga (Oh meu Deus)         | Inglês e checo           | 13 de maio de 2020      | [ 51 ] [ 52 ] |
| Roménia            | Roxen               | "Amnesia"                   | Inglês                   | 31 de março de 2020     | [ 53 ]        |
| Roménia            | Roxen               | Amnésia                     | Inglês                   | 31 de março de 2020     | [ 53 ]        |
| Rússia             | Manizha             | "Russian Woman"             | Russo e inglês           | 08 de março de 2021     | [ 54 ]        |
| Rússia             | Manizha             | Mulher Russa                | Russo e inglês           | 08 de março de 2021     | [ 54 ]        |
| San Marino         | Senhit              | "Adrenalina"                | Inglês                   | 16 de maio de 2020      | [ 55 ]        |
| San Marino         | Senhit              | Adrenalina                  | Inglês                   | 16 de maio de 2020      | [ 55 ]        |
| Sérvia             | Hurricane           | "Loco Loco"                 | Sérvio                   | 17 de dezembro de 2020  | [ 56 ]        |
| Sérvia             | Hurricane           | Louco Louco                 | Sérvio                   | 17 de dezembro de 2020  | [ 56 ]        |
| Suécia             | Tusse               | "Voices"                    | Inglês                   | 13 de março de 2021     | [ 57 ]        |
| Suécia             | Tusse               | Vozes                       | Inglês                   | 13 de março de 2021     | [ 57 ]        |
| Suíça              | Gjon's Tears        | "Tout l'Univers"            | Francês                  | 20 de março de 2020     | [ 58 ]        |
| Suíça              | Gjon's Tears        | Todo o Universo             | Francês                  | 20 de março de 2020     | [ 58 ]        |
| Ucrânia            | Go_A                | "Shum" (Шум)                | Ucraniano                | 18 de março de 2020     | [ 59 ]        |
| Ucrânia            | Go_A                | Barulho                     | Ucraniano                | 18 de março de 2020     | [ 59 ]        |

### 1ª semi-final
A primeira semi-final ocorreu no dia 18 de maio de 2021 às 21:00 (CEST). Dezasseis países participaram na primeira semi-final. Esses países, mais Alemanha, Itália e Países Baixos, votaram nesta semi-final. A Bielorrússia foi originalmente alocada para participar na primeira metade da semifinal, mas foi desqualificada do concurso após enviar uma inscrição em violação às regras.
| #   | País               | Idioma            | Artista            | Canção            | Tradução       | Lugar | Pontuação |
| --- | ------------------ | ----------------- | ------------------ | ----------------- | -------------- | ----- | --------- |
| 1º  | Lituânia           | Inglês            | The Roop           | "Discoteque"      | Discoteca      | 4º    | 203       |
| 2º  | Eslovénia          | Inglês            | Ana Skolić         | "Amen"            | Amém           | 13º   | 44        |
| 3º  | Rússia             | Russo & Inglês    | Manizha            | "Russian Woman"   | Mulher Russa   | 3º    | 225       |
| 4º  | Suécia             | Inglês            | Tusse              | "Voices"          | Vozes          | 7º    | 142       |
| 5º  | Austrália          | Inglês            | Montaigne          | "Technicolour"    | Tecnicolor     | 14º   | 28        |
| 6º  | Macedónia do Norte | Inglês            | Vasil              | "Here I Stand"    | Aqui Estou Eu  | 15º   | 23        |
| 7º  | Irlanda            | Inglês            | Lesley Roy         | "Maps"            | Mapas          | 16º   | 20        |
| 8º  | Chipre             | Inglês            | Elena Tsagrinou    | "El diablo"       | O Diabo        | 6º    | 170       |
| 9º  | Noruega            | Inglês            | Tix                | "Fallen Angel"    | Anjo Caído     | 10º   | 115       |
| 10º | Croácia            | Inglês & Croata   | Albina             | "Tick-Tock"       | Tick-Tock      | 11º   | 110       |
| 11º | Bélgica            | Inglês            | Hooverphonic       | "The Wrong Place" | O Lugar Errado | 9º    | 117       |
| 12º | Israel             | Inglês & Hebraico | Eden Alene         | "Set Me Free"     | Liberta-me     | 5º    | 192       |
| 13º | Roménia            | Inglês            | Roxen              | "Amnesia"         | Amnésia        | 12º   | 85        |
| 14º | Azerbaijão         | Inglês            | Efendi             | "Mata Hari"       | Mata Hari      | 8º    | 138       |
| 15º | Ucrânia            | Ucraniano         | Go_A               | "Shum" (Шум)      | Barulho        | 2º    | 267       |
| 16º | Malta              | Inglês            | Destiny Chukunyere | "Je me casse"     | Eu Quebro      | 1º    | 325       |

#### Resultados

##### Júri
| Países Votantes    | Países Pontuados | Países Pontuados | Países Pontuados | Países Pontuados | Países Pontuados | Países Pontuados   | Países Pontuados     | Países Pontuados | Países Pontuados | Países Pontuados | Países Pontuados | Países Pontuados | Países Pontuados | Países Pontuados | Países Pontuados | Países Pontuados |
| ------------------ | ---------------- | ---------------- | ---------------- | ---------------- | ---------------- | ------------------ | -------------------- | ---------------- | ---------------- | ---------------- | ---------------- | ---------------- | ---------------- | ---------------- | ---------------- | ---------------- |
| Países Votantes    | Lituânia         | Eslovénia        | Rússia           | Suécia           | Austrália        | Macedónia do Norte | República da Irlanda | Chipre           | Noruega          | Croácia          | Bélgica          | Israel           | Roménia          | Azerbaijão       | Ucrânia          | Malta            |
| Lituânia           |                  |                  |                  | 3                | 8                |                    |                      | 4                | 2                | 1                | 10               | 7                | 5                |                  | 12               | 6                |
| Eslovénia          |                  |                  | 10               |                  |                  | 4                  |                      | 12               | 3                | 7                | 5                | 2                |                  | 8                | 1                | 6                |
| Rússia             | 2                |                  |                  | 7                | 1                |                    |                      | 8                |                  | 3                | 6                | 10               |                  | 4                | 5                | 12               |
| Suécia             | 7                |                  | 6                |                  |                  |                    | 1                    | 4                | 8                |                  | 2                | 10               |                  | 3                | 5                | 12               |
| Austrália          | 2                |                  | 7                | 6                |                  |                    | 3                    | 10               | 1                |                  |                  | 8                |                  | 5                | 4                | 12               |
| Macedónia do Norte |                  | 3                | 7                | 1                |                  |                    |                      | 4                | 2                | 8                |                  | 12               |                  | 6                | 5                | 10               |
| Irlanda            | 5                |                  | 8                | 1                |                  | 2                  |                      | 4                | 3                | 10               |                  |                  |                  | 7                | 6                | 12               |
| Chipre             | 3                | 6                | 8                | 7                |                  |                    | 2                    |                  |                  | 5                | 4                | 1                | 10               |                  |                  | 12               |
| Noruega            |                  | 4                | 3                | 10               |                  |                    | 1                    | 5                |                  |                  |                  | 8                | 2                | 6                | 7                | 12               |
| Croácia            | 6                |                  | 8                | 1                | 2                |                    |                      | 10               |                  |                  | 4                | 7                | 3                |                  | 5                | 12               |
| Bélgica            | 2                |                  | 12               | 6                |                  |                    | 3                    |                  | 7                | 1                |                  | 4                | 5                |                  | 10               | 8                |
| Israel             | 12               | 3                | 6                | 5                |                  |                    |                      | 10               | 2                | 1                | 7                |                  |                  |                  | 4                | 8                |
| Roménia            | 8                | 7                | 5                | 4                | 2                | 6                  |                      | 3                |                  | 1                |                  |                  |                  |                  | 10               | 12               |
| Azerbaijão         |                  | 4                | 12               | 6                |                  |                    | 3                    |                  |                  | 5                | 2                | 1                | 7                |                  | 8                | 10               |
| Ucrânia            | 1                | 4                |                  | 3                | 12               |                    |                      | 2                |                  | 8                | 10               | 6                | 7                |                  |                  | 5                |
| Malta              | 4                | 5                | 1                | 10               |                  |                    | 2                    | 8                |                  | 3                |                  |                  | 12               | 6                | 7                |                  |
| Alemanha           | 4                |                  | 7                | 12               | 1                |                    |                      | 5                |                  | 2                |                  | 3                | 6                |                  | 8                | 10               |
| Itália             | 7                |                  | 5                | 4                |                  |                    | 1                    | 3                | 6                | 2                | 10               | 12               |                  |                  |                  | 8                |
| Países Baixos      | 3                |                  | 12               | 5                |                  |                    |                      |                  | 4                |                  | 10               | 8                | 1                | 2                | 6                | 7                |
| Total Júri         | 66               | 36               | 117              | 91               | 26               | 12                 | 16                   | 92               | 38               | 57               | 70               | 99               | 58               | 47               | 103              | 174              |
| Televoto           | 137              | 8                | 108              | 51               | 2                | 11                 | 4                    | 78               | 77               | 53               | 47               | 93               | 27               | 91               | 164              | 151              |
| Total              | 203              | 44               | 225              | 142              | 28               | 23                 | 20                   | 170              | 115              | 110              | 117              | 192              | 85               | 138              | 267              | 325              |
| Lugar              | 4º               | 13º              | 3º               | 7º               | 14º              | 15º                | 16º                  | 6º               | 10º              | 11º              | 9º               | 5º               | 12º              | 8º               | 2º               | 1º               |
| Países Votantes    | Lituânia         | Eslovénia        | Rússia           | Suécia           | Austrália        | Macedónia do Norte | República da Irlanda | Chipre           | Noruega          | Croácia          | Bélgica          | Israel           | Roménia          | Azerbaijão       | Ucrânia          | Malta            |
| Países Votantes    | Países Pontuados |                  |                  |                  |                  |                    |                      |                  |                  |                  |                  |                  |                  |                  |                  |                  |

##### Televoto
| Países Votantes    | Países Pontuados | Países Pontuados | Países Pontuados | Países Pontuados | Países Pontuados | Países Pontuados   | Países Pontuados     | Países Pontuados | Países Pontuados | Países Pontuados | Países Pontuados | Países Pontuados | Países Pontuados | Países Pontuados | Países Pontuados | Países Pontuados |
| ------------------ | ---------------- | ---------------- | ---------------- | ---------------- | ---------------- | ------------------ | -------------------- | ---------------- | ---------------- | ---------------- | ---------------- | ---------------- | ---------------- | ---------------- | ---------------- | ---------------- |
| Países Votantes    | Lituânia         | Eslovénia        | Rússia           | Suécia           | Austrália        | Macedónia do Norte | República da Irlanda | Chipre           | Noruega          | Croácia          | Bélgica          | Israel           | Roménia          | Azerbaijão       | Ucrânia          | Malta            |
| Lituânia           |                  |                  | 8                | 5                |                  |                    | 1                    | 4                | 6                |                  | 10               | 2                |                  | 3                | 12               | 7                |
| Eslovénia          |                  |                  | 7                | 2                |                  | 8                  |                      | 1                | 6                | 12               | 4                |                  |                  | 3                | 10               | 5                |
| Rússia             | 7                |                  |                  | 2                | 1                |                    |                      | 5                | 6                |                  | 3                | 4                |                  | 10               | 12               | 8                |
| Suécia             | 10               |                  | 3                |                  |                  |                    |                      | 4                | 12               | 2                | 5                | 6                |                  | 1                | 7                | 8                |
| Austrália          | 8                |                  | 7                |                  |                  |                    | 2                    | 6                | 3                | 5                |                  | 4                |                  | 1                | 12               | 10               |
| Macedónia do Norte | 4                | 3                | 8                |                  |                  |                    |                      | 6                |                  | 12               | 2                | 1                |                  | 7                | 5                | 10               |
| Irlanda            | 12               |                  | 1                | 4                |                  |                    |                      | 6                | 2                | 7                |                  | 5                | 3                |                  | 8                | 10               |
| Chipre             | 12               |                  | 7                | 3                |                  |                    |                      |                  | 1                | 2                |                  | 10               | 5                | 4                | 6                | 8                |
| Noruega            | 12               |                  | 4                | 10               |                  |                    |                      | 3                |                  | 1                | 2                | 5                |                  | 6                | 7                | 8                |
| Croácia            | 3                | 5                | 10               |                  |                  | 1                  |                      | 6                | 2                |                  |                  | 4                |                  | 8                | 12               | 7                |
| Bélgica            | 8                |                  | 2                | 7                |                  |                    |                      | 3                | 6                |                  |                  | 4                | 1                | 5                | 10               | 12               |
| Israel             | 5                |                  | 12               | 2                |                  |                    |                      | 6                | 4                | 3                | 1                |                  |                  | 7                | 8                | 10               |
| Roménia            | 6                |                  | 5                |                  |                  | 2                  |                      | 4                | 3                |                  | 1                | 10               |                  | 7                | 12               | 8                |
| Azerbaijão         | 3                |                  | 8                | 1                |                  |                    |                      | 4                | 10               | 2                |                  | 12               | 5                |                  | 7                | 6                |
| Ucrânia            | 12               |                  | 6                | 3                | 1                |                    |                      | 4                | 2                |                  | 5                | 7                |                  | 10               |                  | 8                |
| Malta              | 7                |                  | 2                | 10               |                  |                    | 1                    | 12               | 6                |                  |                  | 5                | 3                | 8                | 4                |                  |
| Alemanha           | 12               |                  | 6                |                  |                  |                    |                      | 1                | 4                | 7                | 3                | 5                |                  | 2                | 10               | 8                |
| Itália             | 8                |                  | 7                |                  |                  |                    |                      | 2                | 1                |                  | 4                | 3                | 10               | 5                | 12               | 6                |
| Países Baixos      | 8                |                  | 5                | 2                |                  |                    |                      | 1                | 3                |                  | 7                | 6                |                  | 4                | 10               | 12               |
| Total Televoto     | 137              | 8                | 108              | 51               | 2                | 11                 | 4                    | 78               | 77               | 53               | 47               | 93               | 27               | 91               | 164              | 151              |
| Júri               | 66               | 36               | 117              | 91               | 26               | 12                 | 16                   | 92               | 38               | 57               | 70               | 99               | 58               | 47               | 103              | 174              |
| Total              | 203              | 44               | 225              | 142              | 28               | 23                 | 20                   | 170              | 115              | 110              | 117              | 192              | 85               | 138              | 267              | 325              |
| Lugar              | 4º               | 13º              | 3º               | 7º               | 14º              | 15º                | 16º                  | 6º               | 10º              | 11º              | 9º               | 5º               | 12º              | 8º               | 2º               | 1º               |
| Países Votantes    | Lituânia         | Eslovénia        | Rússia           | Suécia           | Austrália        | Macedónia do Norte | República da Irlanda | Chipre           | Noruega          | Croácia          | Bélgica          | Israel           | Roménia          | Azerbaijão       | Ucrânia          | Malta            |
| Países Votantes    | Países Pontuados |                  |                  |                  |                  |                    |                      |                  |                  |                  |                  |                  |                  |                  |                  |                  |

### 2ª semi-final
A segunda semi-final ocorreu no dia 20 de maio de 2021 às 21:00 (CEST). Dezassete países participaram na segunda semi-final. Esses países, mais França, Espanha e Reino Unido, votaram nesta semi-final. A Arménia, que inicialmente estava confirmada para participar do festival entrando na segunda parte da segunda semi-final, desistiu de participar devido a crise social e politica resultante da Guerra de Nagorno-Karabakh em 2020.
| #   | País       | Idioma         | Artista             | Canção                      | Tradução                | Lugar | Pontuação |
| --- | ---------- | -------------- | ------------------- | --------------------------- | ----------------------- | ----- | --------- |
| 1º  | San Marino | Inglês         | Senhit              | "Adrenalina"                | Adrenalina              | 9º    | 118       |
| 2º  | Estónia    | Inglês         | Uku Suviste         | "The Lucky One"             | O Sortudo               | 13º   | 58        |
| 3º  | Chéquia    | Inglês & Checo | Benny Cristo        | "Omaga"                     | Omaga (Oh meu Deus)     | 15º   | 23        |
| 4º  | Grécia     | Inglês         | Stefania            | "Last Dance"                | Última Dança            | 6º    | 184       |
| 5º  | Áustria    | Inglês         | Vincent Bueno       | "Amen"                      | Amém                    | 12º   | 66        |
| 6º  | Polónia    | Inglês         | Rafał               | "The Ride"                  | O percurso              | 14º   | 35        |
| 7º  | Moldávia   | Inglês         | Natalia Gordienko   | "Sugar"                     | Açúcar                  | 7º    | 179       |
| 8º  | Islândia   | Inglês         | Daði og Gagnamagnið | "10 Years"                  | 10 Anos                 | 2º    | 288       |
| 9º  | Sérvia     | Sérvio         | Hurricane           | "Loco Loco"                 | Louco Louco             | 8º    | 124       |
| 10º | Geórgia    | Inglês         | Tornike Kipiani     | "You"                       | Tu                      | 16º   | 16        |
| 11º | Albânia    | Albanês        | Anxhela Peristeri   | "Karma"                     | Carma                   | 10º   | 112       |
| 12º | Portugal   | Inglês         | The Black Mamba     | "Love is On My Side"        | O Amor Está Do Meu Lado | 4º    | 239       |
| 13º | Bulgária   | Inglês         | Victoria            | "Growing Up Is Getting Old" | Crescer é Envelhecer    | 3º    | 250       |
| 14º | Finlândia  | Inglês         | Blind Channel       | "Dark Side"                 | Lado Negro              | 5º    | 234       |
| 15º | Letónia    | Inglês         | Samanta Tina        | "The Moon Is Rising"        | A Lua está a Subir      | 17º   | 14        |
| 16º | Suíça      | Francês        | Gjon's Tears        | "Tout l'Univers"            | Todo o Universo         | 1º    | 291       |
| 17º | Dinamarca  | Dinamarquês    | Fyr og Flamme       | "Øve os på hinanden"        | Pratique um no outro    | 11º   | 89        |

#### Resultados

##### Júri
| Países Votantes | Países Pontuados | Países Pontuados | Países Pontuados | Países Pontuados | Países Pontuados | Países Pontuados | Países Pontuados | Países Pontuados | Países Pontuados | Países Pontuados | Países Pontuados | Países Pontuados | Países Pontuados | Países Pontuados | Países Pontuados | Países Pontuados | Países Pontuados |
| --------------- | ---------------- | ---------------- | ---------------- | ---------------- | ---------------- | ---------------- | ---------------- | ---------------- | ---------------- | ---------------- | ---------------- | ---------------- | ---------------- | ---------------- | ---------------- | ---------------- | ---------------- |
| Países Votantes | San Marino       | Estónia          | República Checa  | Grécia           | Áustria          | Polónia          | Moldávia         | Islândia         | Sérvia           | Geórgia          | Albânia          | Portugal         | Bulgária         | Finlândia        | Letónia          | Suíça            | Dinamarca        |
| San Marino      |                  |                  |                  | 10               |                  | 12               | 8                | 1                | 4                |                  | 7                | 2                | 5                | 3                |                  | 6                |                  |
| Estónia         | 1                |                  |                  | 3                | 4                |                  |                  | 8                | 5                |                  | 2                | 6                | 10               | 7                |                  | 12               |                  |
| Chéquia         | 2                |                  |                  | 5                |                  |                  |                  | 10               | 4                |                  | 1                | 12               | 7                | 6                |                  | 8                | 3                |
| Grécia          | 10               | 1                | 4                |                  |                  | 2                | 12               | 7                | 3                |                  | 6                | 5                | 8                |                  |                  |                  |                  |
| Áustria         | 1                |                  |                  |                  |                  |                  | 2                | 10               | 6                |                  | 3                | 7                | 8                | 5                |                  | 12               | 4                |
| Polónia         | 10               | 4                |                  | 12               |                  |                  | 7                | 3                |                  |                  | 6                | 1                | 5                | 2                |                  | 8                |                  |
| Moldávia        | 10               | 3                | 1                | 8                |                  |                  |                  | 6                |                  |                  | 5                | 2                | 12               |                  | 4                | 7                |                  |
| Islândia        | 3                |                  |                  | 7                | 4                |                  |                  |                  | 2                |                  | 5                | 8                | 10               | 6                |                  | 12               | 1                |
| Sérvia          | 2                | 1                |                  | 8                | 3                |                  | 4                | 12               |                  |                  |                  | 7                | 10               | 6                |                  | 5                |                  |
| Geórgia         | 1                | 3                | 6                |                  | 5                |                  |                  | 7                | 2                |                  |                  | 10               | 8                | 4                |                  | 12               |                  |
| Albânia         | 8                |                  |                  | 10               | 7                |                  | 3                | 4                | 5                |                  |                  | 1                | 2                | 6                |                  | 12               |                  |
| Portugal        |                  | 1                | 5                | 3                | 2                |                  |                  | 10               | 4                |                  | 8                |                  | 12               | 6                |                  | 7                |                  |
| Bulgária        | 2                | 7                | 5                | 10               | 6                | 3                | 12               |                  |                  | 1                | 4                | 8                |                  |                  |                  |                  |                  |
| Finlândia       | 2                |                  |                  | 6                | 5                |                  |                  | 8                | 3                |                  | 4                | 7                | 12               |                  |                  | 10               | 1                |
| Letónia         | 2                | 3                |                  |                  | 1                |                  | 4                | 12               |                  |                  | 5                | 8                | 6                | 7                |                  | 10               |                  |
| Suíça           | 2                | 3                |                  | 1                | 7                |                  |                  | 8                | 4                |                  | 5                | 10               | 12               | 6                |                  |                  |                  |
| Dinamarca       | 5                |                  |                  | 2                | 3                | 1                |                  | 8                |                  |                  | 10               | 4                | 6                | 7                |                  | 12               |                  |
| França          | 8                |                  | 2                | 12               |                  |                  | 1                | 6                | 5                |                  |                  | 10               | 4                | 7                |                  | 3                |                  |
| Espanha         | 3                | 1                |                  | 6                | 7                |                  |                  | 8                | 4                |                  | 2                | 10               | 5                |                  |                  | 12               |                  |
| Reino Unido     | 4                | 2                |                  |                  |                  |                  | 3                | 12               | 5                |                  | 1                | 10               | 7                | 6                |                  | 8                |                  |
| Total Júri      | 76               | 29               | 23               | 104              | 53               | 18               | 56               | 140              | 56               | 1                | 74               | 128              | 149              | 84               | 4                | 156              | 9                |
| Televoto        | 42               | 29               | 0                | 80               | 13               | 17               | 123              | 148              | 68               | 15               | 38               | 111              | 101              | 150              | 10               | 135              | 80               |
| Total           | 118              | 58               | 23               | 184              | 66               | 35               | 179              | 288              | 124              | 16               | 112              | 239              | 250              | 234              | 14               | 291              | 89               |
| Lugar           | 9º               | 13º              | 15º              | 6º               | 12º              | 14º              | 7º               | 2º               | 8º               | 16º              | 10º              | 4º               | 3º               | 5º               | 17º              | 1º               | 11º              |
| Países Votantes | San Marino       | Estónia          | República Checa  | Grécia           | Áustria          | Polónia          | Moldávia         | Islândia         | Sérvia           | Geórgia          | Albânia          | Portugal         | Bulgária         | Finlândia        | Letónia          | Suíça            | Dinamarca        |
| Países Votantes | Países Pontuados |                  |                  |                  |                  |                  |                  |                  |                  |                  |                  |                  |                  |                  |                  |                  |                  |

##### Televoto
| Países Votantes | Países Pontuados | Países Pontuados | Países Pontuados | Países Pontuados | Países Pontuados | Países Pontuados | Países Pontuados | Países Pontuados | Países Pontuados | Países Pontuados | Países Pontuados | Países Pontuados | Países Pontuados | Países Pontuados | Países Pontuados | Países Pontuados | Países Pontuados |
| --------------- | ---------------- | ---------------- | ---------------- | ---------------- | ---------------- | ---------------- | ---------------- | ---------------- | ---------------- | ---------------- | ---------------- | ---------------- | ---------------- | ---------------- | ---------------- | ---------------- | ---------------- |
| Países Votantes | San Marino       | Estónia          | República Checa  | Grécia           | Áustria          | Polónia          | Moldávia         | Islândia         | Sérvia           | Geórgia          | Albânia          | Portugal         | Bulgária         | Finlândia        | Letónia          | Suíça            | Dinamarca        |
| San Marino      |                  |                  |                  | 5                |                  |                  | 12               | 8                | 7                |                  | 2                | 3                | 4                | 10               |                  | 6                | 1                |
| Estónia         | 4                |                  |                  |                  |                  |                  | 12               | 7                |                  | 3                |                  | 5                | 2                | 10               | 1                | 6                | 8                |
| Chéquia         |                  | 1                |                  | 2                |                  |                  | 12               | 10               | 5                |                  |                  | 4                | 6                | 8                |                  | 7                | 3                |
| Grécia          | 2                |                  |                  |                  |                  |                  | 12               | 5                | 4                |                  | 10               | 3                | 6                | 8                |                  | 7                | 1                |
| Áustria         |                  |                  |                  |                  |                  | 1                | 6                | 10               | 12               |                  | 2                | 7                | 4                | 5                |                  | 8                | 3                |
| Polónia         | 2                |                  |                  |                  |                  |                  | 7                | 10               | 1                | 3                |                  | 5                | 4                | 12               |                  | 8                | 6                |
| Moldávia        |                  | 3                |                  | 12               |                  | 7                |                  | 6                | 1                |                  | 2                | 4                | 5                | 8                |                  | 10               |                  |
| Islândia        | 3                |                  |                  | 5                | 2                | 1                | 6                |                  |                  |                  |                  | 8                | 4                | 10               |                  | 7                | 12               |
| Sérvia          | 3                |                  |                  | 8                |                  |                  | 12               | 7                |                  |                  | 1                | 4                | 6                | 10               |                  | 5                | 2                |
| Geórgia         | 12               |                  |                  | 10               |                  |                  |                  | 7                | 1                |                  | 2                |                  | 8                | 6                | 5                | 3                | 4                |
| Albânia         | 7                |                  |                  | 10               | 3                |                  |                  | 1                | 4                |                  |                  | 6                | 8                | 5                |                  | 12               |                  |
| Portugal        |                  |                  |                  | 10               |                  |                  | 12               | 7                | 2                | 3                | 1                |                  | 5                | 6                |                  | 8                | 4                |
| Bulgária        |                  | 1                |                  | 8                |                  |                  |                  | 6                | 10               | 2                | 4                | 5                |                  | 12               |                  | 7                | 3                |
| Finlândia       | 1                | 7                |                  | 2                |                  |                  | 5                | 12               |                  |                  | 3                | 6                | 4                |                  |                  | 10               | 8                |
| Letónia         |                  | 10               |                  | 1                |                  |                  | 12               | 7                |                  | 3                |                  | 5                | 2                | 8                |                  | 6                | 4                |
| Suíça           |                  | 1                |                  | 2                | 4                |                  |                  | 7                | 12               |                  | 8                | 10               | 3                | 6                |                  |                  | 5                |
| Dinamarca       | 2                | 6                |                  | 3                | 4                |                  |                  | 12               |                  | 1                |                  | 8                | 5                | 10               |                  | 7                |                  |
| França          |                  |                  |                  |                  |                  | 1                | 12               | 6                | 7                |                  | 3                | 10               | 5                | 2                |                  | 8                | 4                |
| Espanha         | 4                |                  |                  | 1                |                  |                  | 3                | 8                | 2                |                  |                  | 12               | 10               | 6                |                  | 7                | 5                |
| Reino Unido     | 2                |                  |                  | 1                |                  | 7                |                  | 12               |                  |                  |                  | 6                | 10               | 8                | 4                | 3                | 5                |
| Total Televoto  | 42               | 29               | 0                | 80               | 13               | 17               | 123              | 148              | 68               | 15               | 38               | 111              | 101              | 150              | 10               | 135              | 80               |
| Júri            | 76               | 29               | 23               | 104              | 53               | 18               | 56               | 140              | 56               | 1                | 74               | 128              | 149              | 84               | 4                | 156              | 9                |
| Total           | 118              | 58               | 23               | 184              | 66               | 35               | 179              | 288              | 124              | 16               | 112              | 239              | 250              | 234              | 14               | 291              | 89               |
| Lugar           | 9º               | 13º              | 15º              | 6º               | 12º              | 14º              | 7º               | 2º               | 8º               | 16º              | 10º              | 4º               | 3º               | 5º               | 17º              | 1º               | 11º              |
| Países Votantes | San Marino       | Estónia          | República Checa  | Grécia           | Áustria          | Polónia          | Moldávia         | Islândia         | Sérvia           | Geórgia          | Albânia          | Portugal         | Bulgária         | Finlândia        | Letónia          | Suíça            | Dinamarca        |
| Países Votantes | Países Pontuados |                  |                  |                  |                  |                  |                  |                  |                  |                  |                  |                  |                  |                  |                  |                  |                  |

### Final
A final ocorreu no dia 22 de maio de 2021, com início às 21:00 (CEST). Vinte e seis países participaram da final, composta pelo país anfitrião (Países Baixos), os Big Five e os dez melhores colocados de cada uma das duas semi-finais. Todos os trinta e nove países participantes votaram na final.
| #   | País          | Idioma                | Artista             | Canção                      | Tradução                   | Lugar | Pontuação |
| --- | ------------- | --------------------- | ------------------- | --------------------------- | -------------------------- | ----- | --------- |
| 1º  | Chipre        | Inglês                | Elena Tsagrinou     | "El diablo"                 | O Diabo                    | 16º   | 94        |
| 2º  | Albânia       | Albanês               | Anxhela Peristeri   | "Karma"                     | Carma                      | 21º   | 57        |
| 3º  | Israel        | Inglês & Hebraico     | Eden Alene          | "Set Me Free"               | Liberta-me                 | 17º   | 93        |
| 4º  | Bélgica       | Inglês                | Hooverphonic        | "The Wrong Place"           | O Lugar Errado             | 19º   | 74        |
| 5º  | Rússia        | Russo & Inglês        | Manizha             | "Russian Woman"             | Mulher Russa               | 9º    | 204       |
| 6º  | Malta         | Inglês                | Destiny Chukunyere  | "Je me casse"               | Eu Quebro                  | 7º    | 255       |
| 7º  | Portugal      | Inglês                | The Black Mamba     | "Love is On My Side"        | O Amor Está Do Meu Lado    | 12º   | 153       |
| 8º  | Sérvia        | Sérvio                | Hurricane           | "Loco Loco"                 | Louco Louco                | 15º   | 102       |
| 9º  | Reino Unido   | Inglês                | James Newman        | "Embers"                    | Brasas                     | 26º   | 0         |
| 10º | Grécia        | Inglês                | Stefania            | "Last Dance"                | Última Dança               | 10º   | 170       |
| 11º | Suíça         | Francês               | Gjon's Tears        | "Tout l'Univers"            | Todo o Universo            | 3º    | 432       |
| 12º | Islândia      | Inglês                | Daði og Gagnamagnið | "10 Years"                  | 10 Anos                    | 4º    | 378       |
| 13º | Espanha       | Castelhano            | Blas Cantó          | "Voy a quedarme"            | Vou ficar                  | 24º   | 6         |
| 14º | Moldávia      | Inglês                | Natalia Gordienko   | "Sugar"                     | Açúcar                     | 13º   | 115       |
| 15º | Alemanha      | Inglês                | Jendrik Sigwart     | "I Don't Feel Hate"         | Eu Não Sinto Ódio          | 25º   | 3         |
| 16º | Finlândia     | Inglês                | Blind Channel       | "Dark Side"                 | Lado Negro                 | 6º    | 301       |
| 17º | Bulgária      | Inglês                | Victoria            | "Growing Up Is Getting Old" | Crescer é Envelhecer       | 11º   | 170       |
| 18º | Lituânia      | Inglês                | The Roop            | "Discoteque"                | Discoteca                  | 8º    | 220       |
| 19º | Ucrânia       | Ucraniano             | Go_A                | "Shum" (Шум)                | Barulho                    | 5º    | 364       |
| 20º | França        | Francês               | Barbara Pravi       | "Voilà"                     | Voilà                      | 2º    | 499       |
| 21º | Azerbaijão    | Inglês                | Efendi              | "Mata Hari"                 | Mata Hari                  | 20º   | 65        |
| 22º | Noruega       | Inglês                | Tix                 | "Fallen Angel"              | Anjo Caído                 | 18º   | 75        |
| 23º | Países Baixos | Inglês & Sranan Tongo | Jeangu Macrooy      | "Birth of a New Age"        | Nascimento de uma Nova Era | 23º   | 11        |
| 24º | Itália        | Italiano              | Måneskin            | "Zitti e buoni"             | Quieto e Bom               | 1º    | 524       |
| 25º | Suécia        | Inglês                | Tusse               | "Voices"                    | Vozes                      | 14º   | 109       |
| 26º | San Marino    | Inglês                | Senhit              | "Adrenalina"                | Adrenalina                 | 22º   | 50        |

#### Resultados

##### Júri
| Países Votantes    | Países Pontuados | Países Pontuados | Países Pontuados | Países Pontuados | Países Pontuados | Países Pontuados | Países Pontuados | Países Pontuados | Países Pontuados | Países Pontuados | Países Pontuados | Países Pontuados | Países Pontuados | Países Pontuados | Países Pontuados | Países Pontuados | Países Pontuados | Países Pontuados | Países Pontuados | Países Pontuados | Países Pontuados | Países Pontuados | Países Pontuados | Países Pontuados | Países Pontuados | Países Pontuados |
| ------------------ | ---------------- | ---------------- | ---------------- | ---------------- | ---------------- | ---------------- | ---------------- | ---------------- | ---------------- | ---------------- | ---------------- | ---------------- | ---------------- | ---------------- | ---------------- | ---------------- | ---------------- | ---------------- | ---------------- | ---------------- | ---------------- | ---------------- | ---------------- | ---------------- | ---------------- | ---------------- |
| Países Votantes    | Chipre           | Albânia          | Israel           | Bélgica          | Rússia           | Malta            | Portugal         | Sérvia           | Reino Unido      | Grécia           | Suíça            | Islândia         | Espanha          | Moldávia         | Alemanha         | Finlândia        | Bulgária         | Lituânia         | Ucrânia          | França           | Azerbaijão       | Noruega          | Países Baixos    | Itália           | Suécia           | San Marino       |
| Israel             | 3                |                  |                  | 6                | 7                | 5                |                  |                  |                  |                  | 12               |                  |                  |                  |                  |                  | 1                | 10               | 4                | 8                | 2                |                  |                  |                  |                  |                  |
| Polónia            |                  |                  | 6                | 3                | 1                | 4                | 8                |                  |                  |                  | 7                | 10               |                  |                  |                  | 2                |                  |                  |                  |                  |                  |                  |                  | 5                |                  | 12               |
| San Marino         |                  | 2                |                  |                  |                  | 7                |                  |                  |                  | 8                | 4                |                  |                  | 5                |                  | 1                | 3                | 6                |                  | 12               |                  |                  |                  | 10               |                  |                  |
| Albânia            | 7                |                  |                  |                  |                  | 8                |                  | 1                |                  | 6                | 12               |                  |                  |                  |                  | 3                |                  |                  |                  | 10               | 2                |                  |                  | 4                |                  | 5                |
| Malta              | 4                | 12               |                  |                  |                  |                  | 7                |                  |                  | 6                | 10               |                  |                  |                  |                  | 2                |                  |                  | 5                | 3                |                  |                  |                  |                  | 8                | 1                |
| Estónia            |                  |                  |                  |                  |                  | 1                | 5                |                  |                  |                  | 12               | 8                |                  |                  |                  | 7                | 6                | 2                | 4                | 10               |                  |                  |                  | 3                |                  |                  |
| Macedónia do Norte | 2                |                  | 8                |                  | 1                | 5                |                  | 12               |                  |                  | 6                | 4                |                  |                  |                  |                  |                  |                  |                  | 7                |                  |                  |                  | 10               | 3                |                  |
| Azerbaijão         |                  |                  |                  | 3                | 12               | 7                | 2                |                  |                  | 10               |                  |                  |                  | 8                |                  |                  | 1                |                  | 6                | 4                |                  |                  |                  |                  | 5                |                  |
| Noruega            |                  |                  | 8                |                  |                  | 12               |                  |                  |                  | 1                | 7                | 2                |                  |                  |                  |                  | 6                |                  | 3                | 4                |                  |                  |                  | 5                | 10               |                  |
| Espanha            | 6                |                  | 3                |                  |                  | 8                | 5                |                  |                  | 1                | 10               | 7                |                  |                  |                  |                  | 4                | 2                |                  | 12               |                  |                  |                  |                  |                  |                  |
| Áustria            |                  |                  |                  |                  |                  | 4                | 7                |                  |                  |                  | 10               | 12               |                  |                  | 2                | 1                | 5                |                  |                  | 8                |                  |                  | 3                | 6                |                  |                  |
| Reino Unido        |                  |                  | 6                | 1                |                  |                  | 7                |                  |                  |                  | 8                | 10               | 2                |                  |                  | 4                | 5                |                  |                  | 12               |                  |                  |                  |                  |                  | 3                |
| Itália             |                  |                  | 4                | 5                |                  | 7                | 6                |                  |                  |                  |                  | 8                |                  |                  |                  | 10               |                  | 12               | 1                | 3                |                  | 2                |                  |                  |                  |                  |
| Eslovénia          |                  |                  | 1                | 6                | 8                | 5                |                  |                  |                  | 3                | 7                | 10               |                  |                  |                  | 4                |                  |                  |                  | 2                |                  |                  |                  | 12               |                  |                  |
| Grécia             | 12               |                  |                  | 3                | 2                | 6                |                  |                  |                  |                  |                  |                  |                  | 10               |                  |                  | 8                |                  | 1                | 5                |                  |                  |                  | 4                |                  | 7                |
| Letónia            |                  |                  |                  |                  | 1                | 2                |                  |                  |                  |                  | 12               | 10               |                  |                  |                  | 4                | 5                | 6                | 7                | 3                |                  |                  |                  | 8                |                  |                  |
| Irlanda            |                  |                  |                  | 3                |                  | 10               |                  |                  |                  |                  | 5                | 8                |                  |                  |                  |                  | 1                | 4                | 6                | 12               | 2                | 7                |                  |                  |                  |                  |
| Moldávia           | 1                |                  |                  |                  | 10               | 7                | 2                |                  |                  | 8                | 3                | 5                |                  |                  |                  |                  | 12               |                  |                  | 4                | 6                |                  |                  |                  |                  |                  |
| Sérvia             |                  |                  | 2                |                  |                  |                  | 5                |                  |                  | 3                | 1                | 7                |                  |                  |                  | 10               | 6                |                  |                  | 12               |                  |                  |                  | 8                | 4                |                  |
| Bulgária           |                  |                  | 3                |                  |                  | 5                | 6                |                  |                  | 8                |                  |                  | 4                | 12               |                  | 1                |                  |                  |                  | 7                |                  |                  | 2                | 10               |                  |                  |
| Chipre             |                  |                  |                  | 4                | 6                | 10               | 1                |                  |                  | 12               | 2                |                  |                  |                  |                  | 3                | 5                |                  |                  | 7                |                  |                  |                  | 8                |                  |                  |
| Bélgica            |                  |                  |                  |                  | 7                | 5                | 1                |                  |                  |                  | 12               | 3                |                  |                  |                  | 8                | 6                |                  | 10               |                  |                  |                  |                  | 2                | 4                |                  |
| Alemanha           | 7                |                  |                  |                  | 2                | 8                |                  |                  |                  |                  | 10               | 3                |                  |                  |                  |                  |                  | 1                | 5                | 12               |                  |                  |                  | 6                | 4                |                  |
| Austrália          | 4                |                  |                  |                  | 1                | 12               |                  |                  |                  |                  | 10               | 8                |                  |                  |                  |                  | 2                |                  | 5                | 7                |                  |                  | 3                | 6                |                  |                  |
| Finlândia          |                  |                  |                  |                  | 4                | 1                |                  |                  |                  | 2                | 12               | 8                |                  |                  |                  |                  | 10               | 3                |                  | 7                |                  |                  |                  | 6                | 5                |                  |
| Portugal           |                  |                  |                  | 5                | 10               | 4                |                  |                  |                  |                  | 7                | 8                |                  |                  |                  |                  | 12               |                  | 2                | 6                |                  |                  | 1                | 3                |                  |                  |
| Ucrânia            |                  |                  | 7                | 6                |                  | 5                | 2                |                  |                  |                  | 8                | 4                |                  |                  |                  |                  |                  |                  |                  | 10               | 3                | 1                |                  | 12               |                  |                  |
| Islândia           |                  |                  |                  |                  | 2                | 1                | 10               |                  |                  | 4                | 12               |                  |                  |                  |                  | 5                | 8                |                  | 3                | 6                |                  |                  |                  | 7                |                  |                  |
| Roménia            |                  |                  |                  |                  |                  | 12               | 10               |                  |                  |                  | 7                |                  |                  | 6                | 1                | 8                | 2                |                  | 5                | 4                |                  |                  |                  | 3                |                  |                  |
| Croácia            |                  |                  | 5                |                  | 4                | 3                | 1                | 7                |                  |                  | 8                | 10               |                  |                  |                  |                  |                  | 2                |                  | 6                |                  |                  |                  | 12               |                  |                  |
| Chéquia            |                  |                  |                  | 3                | 2                | 7                | 12               |                  |                  |                  | 5                | 8                |                  |                  |                  | 1                | 4                |                  |                  | 10               |                  |                  |                  | 6                |                  |                  |
| Geórgia            |                  |                  |                  |                  |                  | 1                | 8                |                  |                  |                  | 10               | 6                |                  |                  |                  |                  | 4                | 3                | 7                |                  | 5                |                  | 2                | 12               |                  |                  |
| Lituânia           |                  |                  | 1                | 7                |                  | 3                | 6                |                  |                  |                  | 8                | 4                |                  |                  |                  |                  | 2                |                  | 12               | 5                |                  |                  |                  | 10               |                  |                  |
| Dinamarca          |                  | 7                | 1                |                  |                  | 4                |                  |                  |                  |                  | 12               | 10               |                  |                  |                  | 8                | 6                |                  |                  |                  |                  | 3                |                  |                  | 2                | 5                |
| Rússia             | 2                |                  | 5                | 3                |                  | 4                |                  |                  |                  | 7                | 1                |                  |                  | 12               |                  |                  | 6                |                  |                  |                  | 8                |                  |                  | 10               |                  |                  |
| França             | 2                |                  | 5                | 6                | 10               |                  | 8                |                  |                  | 12               | 7                | 3                |                  |                  |                  |                  |                  |                  |                  |                  |                  |                  |                  |                  | 1                | 4                |
| Suécia             |                  |                  | 4                | 1                | 3                | 12               |                  |                  |                  |                  | 5                | 7                |                  |                  |                  |                  |                  |                  | 8                | 6                |                  | 2                |                  | 10               |                  |                  |
| Suíça              |                  |                  |                  |                  | 3                | 6                | 7                |                  |                  |                  |                  | 5                |                  |                  |                  | 1                | 10               | 4                |                  | 12               | 2                |                  |                  | 8                |                  |                  |
| Países Baixos      |                  | 1                | 4                | 6                | 8                | 7                |                  |                  |                  |                  | 5                | 10               |                  |                  |                  |                  |                  |                  | 3                | 12               | 2                |                  |                  |                  |                  |                  |
| Total Júri         | 50               | 22               | 73               | 71               | 104              | 208              | 126              | 20               | 0                | 91               | 267              | 198              | 6                | 53               | 3                | 83               | 140              | 55               | 97               | 248              | 32               | 15               | 11               | 206              | 46               | 37               |
| Televoto           | 44               | 35               | 20               | 3                | 100              | 47               | 27               | 82               | 0                | 76               | 165              | 180              | 0                | 62               | 0                | 218              | 30               | 165              | 267              | 251              | 33               | 60               | 0                | 318              | 63               | 13               |
| Total              | 94               | 57               | 93               | 74               | 204              | 255              | 153              | 102              | 0                | 170              | 432              | 378              | 6                | 115              | 3                | 301              | 170              | 220              | 364              | 499              | 65               | 75               | 11               | 524              | 109              | 50               |
| Lugar              | 16º              | 21º              | 17º              | 19º              | 9º               | 7º               | 12º              | 15º              | 26º              | 10º              | 3º               | 4º               | 24º              | 13º              | 25º              | 6º               | 11º              | 8º               | 5º               | 2º               | 20º              | 18º              | 23º              | 1º               | 14º              | 22º              |
| Países Votantes    | Chipre           | Albânia          | Israel           | Bélgica          | Rússia           | Malta            | Portugal         | Sérvia           | Reino Unido      | Grécia           | Suíça            | Islândia         | Espanha          | Moldávia         | Alemanha         | Finlândia        | Bulgária         | Lituânia         | Ucrânia          | França           | Azerbaijão       | Noruega          | Países Baixos    | Itália           | Suécia           | San Marino       |
| Países Votantes    | Países Pontuados |                  |                  |                  |                  |                  |                  |                  |                  |                  |                  |                  |                  |                  |                  |                  |                  |                  |                  |                  |                  |                  |                  |                  |                  |                  |

##### Televoto
| Países Votantes    | Países Pontuados | Países Pontuados | Países Pontuados | Países Pontuados | Países Pontuados | Países Pontuados | Países Pontuados | Países Pontuados | Países Pontuados | Países Pontuados | Países Pontuados | Países Pontuados | Países Pontuados | Países Pontuados | Países Pontuados | Países Pontuados | Países Pontuados | Países Pontuados | Países Pontuados | Países Pontuados | Países Pontuados | Países Pontuados | Países Pontuados | Países Pontuados | Países Pontuados | Países Pontuados |
| ------------------ | ---------------- | ---------------- | ---------------- | ---------------- | ---------------- | ---------------- | ---------------- | ---------------- | ---------------- | ---------------- | ---------------- | ---------------- | ---------------- | ---------------- | ---------------- | ---------------- | ---------------- | ---------------- | ---------------- | ---------------- | ---------------- | ---------------- | ---------------- | ---------------- | ---------------- | ---------------- |
| Países Votantes    | Chipre           | Albânia          | Israel           | Bélgica          | Rússia           | Malta            | Portugal         | Sérvia           | Reino Unido      | Grécia           | Suíça            | Islândia         | Espanha          | Moldávia         | Alemanha         | Finlândia        | Bulgária         | Lituânia         | Ucrânia          | França           | Azerbaijão       | Noruega          | Países Baixos    | Itália           | Suécia           | San Marino       |
| Israel             |                  |                  |                  |                  | 10               | 5                |                  |                  |                  |                  | 6                | 1                |                  |                  |                  | 4                |                  | 3                | 12               | 8                | 2                |                  |                  | 7                |                  |                  |
| Polónia            |                  |                  |                  |                  | 2                |                  |                  |                  |                  |                  | 7                | 8                |                  |                  |                  | 6                |                  | 4                | 12               | 5                |                  | 3                |                  | 10               | 1                |                  |
| San Marino         | 8                |                  |                  |                  | 1                |                  |                  |                  |                  | 7                | 3                |                  |                  | 6                |                  | 4                | 2                |                  | 5                | 10               |                  |                  |                  | 12               |                  |                  |
| Albânia            | 2                |                  |                  |                  |                  |                  |                  |                  |                  | 8                | 12               |                  |                  | 7                |                  | 3                | 5                |                  | 4                | 6                |                  |                  |                  | 10               | 1                |                  |
| Malta              | 2                |                  |                  |                  |                  |                  |                  | 4                |                  |                  |                  | 5                |                  |                  |                  | 7                |                  | 6                | 1                | 3                |                  | 10               |                  | 12               | 8                |                  |
| Estónia            |                  |                  |                  |                  | 6                |                  |                  |                  |                  |                  | 2                | 3                |                  |                  |                  | 12               |                  | 10               | 5                | 7                |                  | 4                |                  | 8                | 1                |                  |
| Macedónia do Norte | 6                | 10               |                  |                  | 1                |                  |                  | 12               |                  |                  | 7                |                  |                  |                  |                  | 2                |                  |                  | 4                | 5                | 3                |                  |                  | 8                |                  |                  |
| Azerbaijão         |                  |                  | 12               |                  | 6                |                  |                  |                  |                  |                  | 4                |                  |                  | 1                |                  | 5                |                  |                  | 8                | 2                |                  | 7                |                  | 10               |                  | 3                |
| Noruega            |                  |                  |                  |                  |                  | 3                |                  |                  |                  |                  | 2                | 10               |                  |                  |                  | 6                |                  | 12               | 5                | 4                | 1                |                  |                  | 7                | 8                |                  |
| Espanha            |                  |                  |                  |                  |                  | 3                | 1                |                  |                  |                  | 7                | 5                |                  |                  |                  | 2                | 8                | 4                | 6                | 12               |                  |                  |                  | 10               |                  |                  |
| Áustria            |                  |                  |                  |                  |                  | 2                |                  | 12               |                  |                  | 5                | 10               |                  |                  |                  | 4                |                  | 3                | 7                | 6                |                  | 1                |                  | 8                |                  |                  |
| Reino Unido        |                  |                  |                  |                  |                  | 6                |                  |                  |                  |                  | 1                | 10               |                  |                  |                  | 7                | 8                | 12               | 4                | 5                |                  | 2                |                  | 3                |                  |                  |
| Itália             |                  | 10               |                  |                  | 7                |                  |                  | 4                |                  |                  |                  | 6                |                  | 2                |                  | 8                |                  | 5                | 12               | 1                |                  |                  |                  |                  |                  | 3                |
| Eslovénia          |                  |                  |                  |                  | 1                |                  |                  | 12               |                  | 8                | 5                | 3                |                  |                  |                  | 4                |                  |                  | 7                | 6                |                  | 2                |                  | 10               |                  |                  |
| Grécia             | 12               | 7                |                  |                  | 1                | 3                |                  |                  |                  |                  | 4                |                  |                  |                  |                  | 6                |                  |                  | 5                | 8                | 2                |                  |                  | 10               |                  |                  |
| Letónia            |                  |                  |                  |                  | 10               |                  |                  |                  |                  |                  | 4                | 5                |                  |                  |                  | 8                |                  | 12               | 6                | 3                |                  | 2                |                  | 7                | 1                |                  |
| Irlanda            |                  |                  |                  |                  |                  | 4                | 2                |                  |                  |                  | 3                | 10               |                  |                  |                  | 5                |                  | 12               | 8                | 7                |                  |                  |                  | 6                | 1                |                  |
| Moldávia           |                  |                  |                  |                  | 12               |                  |                  |                  |                  | 7                | 4                |                  |                  |                  |                  | 5                |                  | 2                | 10               | 6                | 1                |                  |                  | 8                | 3                |                  |
| Sérvia             | 2                |                  |                  |                  | 6                |                  |                  |                  |                  | 3                | 1                | 5                |                  |                  |                  | 7                |                  |                  | 8                | 10               | 4                |                  |                  | 12               |                  |                  |
| Bulgária           |                  |                  |                  |                  | 7                |                  |                  | 5                |                  | 2                | 3                |                  |                  |                  |                  | 8                |                  |                  | 6                | 10               | 4                |                  |                  | 12               | 1                |                  |
| Chipre             |                  |                  | 2                |                  | 3                | 1                |                  |                  |                  | 12               |                  |                  |                  |                  |                  | 4                | 7                | 5                | 6                | 8                |                  |                  |                  | 10               |                  |                  |
| Bélgica            |                  |                  |                  |                  |                  | 2                |                  |                  |                  |                  | 4                | 5                |                  |                  |                  | 6                |                  | 7                | 10               | 12               |                  | 1                |                  | 8                | 3                |                  |
| Alemanha           |                  |                  |                  |                  | 5                |                  |                  | 3                |                  |                  | 2                | 6                |                  |                  |                  | 8                |                  | 12               | 4                | 10               |                  | 1                |                  | 7                |                  |                  |
| Austrália          |                  |                  |                  |                  |                  | 8                |                  | 2                |                  |                  | 5                | 12               |                  |                  |                  | 3                |                  | 6                | 10               | 4                |                  | 1                |                  | 7                |                  |                  |
| Finlândia          |                  |                  |                  |                  | 1                |                  |                  |                  |                  |                  | 7                | 12               |                  | 2                |                  |                  |                  | 5                | 10               | 6                |                  | 4                |                  | 8                | 3                |                  |
| Portugal           |                  |                  |                  |                  | 1                |                  |                  |                  |                  | 2                | 6                | 3                |                  | 8                |                  | 5                |                  |                  | 10               | 12               |                  |                  |                  | 7                | 4                |                  |
| Ucrânia            |                  |                  |                  | 1                | 4                |                  |                  |                  |                  |                  | 7                | 6                |                  |                  |                  | 8                |                  | 10               |                  | 5                | 3                |                  |                  | 12               | 2                |                  |
| Islândia           |                  |                  |                  |                  |                  | 3                | 2                |                  |                  |                  | 6                |                  |                  |                  |                  | 12               |                  | 4                | 8                | 7                |                  | 1                |                  | 5                | 10               |                  |
| Roménia            |                  |                  | 1                |                  |                  | 2                |                  |                  |                  |                  | 5                |                  |                  | 12               |                  | 6                |                  | 3                | 7                | 8                | 4                |                  |                  | 10               |                  |                  |
| Croácia            |                  | 1                |                  |                  | 3                |                  |                  | 12               |                  |                  | 5                | 4                |                  |                  |                  | 6                |                  |                  | 8                | 7                | 2                |                  |                  | 10               |                  |                  |
| Chéquia            |                  |                  |                  |                  | 5                |                  |                  |                  |                  | 8                | 3                | 7                |                  | 12               |                  | 4                |                  | 1                | 10               | 2                |                  |                  |                  | 6                |                  |                  |
| Geórgia            |                  |                  |                  |                  | 4                |                  |                  |                  |                  | 12               |                  | 1                |                  | 2                |                  |                  |                  | 10               | 6                | 5                | 3                |                  |                  | 8                |                  | 7                |
| Lituânia           |                  |                  |                  | 2                | 4                |                  |                  |                  |                  |                  | 6                | 3                |                  |                  |                  | 7                |                  |                  | 12               | 8                |                  | 5                |                  | 10               | 1                |                  |
| Dinamarca          |                  |                  |                  |                  |                  | 2                |                  |                  |                  |                  | 6                | 12               |                  |                  |                  | 7                |                  | 4                | 1                | 3                |                  | 8                |                  | 5                | 10               |                  |
| Rússia             | 12               |                  |                  |                  |                  |                  |                  |                  |                  |                  | 5                | 1                |                  | 3                |                  | 8                |                  | 2                | 7                | 6                | 4                |                  |                  | 10               |                  |                  |
| França             |                  |                  | 5                |                  |                  |                  | 8                | 3                |                  |                  | 6                | 4                |                  | 7                |                  | 1                |                  |                  | 12               |                  |                  |                  |                  | 10               | 2                |                  |
| Suécia             |                  |                  |                  |                  |                  | 2                |                  | 1                |                  |                  | 5                | 10               |                  |                  |                  | 12               |                  | 7                | 4                | 6                |                  | 8                |                  | 3                |                  |                  |
| Suíça              |                  | 7                |                  |                  |                  |                  | 8                | 12               |                  |                  |                  | 5                |                  |                  |                  | 4                |                  | 1                | 2                | 6                |                  |                  |                  | 10               | 3                |                  |
| Países Baixos      |                  |                  |                  |                  |                  | 1                | 6                |                  |                  | 10               | 7                | 8                |                  |                  |                  | 4                |                  | 3                | 5                | 12               |                  |                  |                  | 2                |                  |                  |
| Total Televoto     | 44               | 35               | 20               | 3                | 100              | 47               | 27               | 82               | 0                | 76               | 165              | 180              | 0                | 62               | 0                | 218              | 30               | 165              | 267              | 251              | 33               | 60               | 0                | 318              | 63               | 13               |
| Júri               | 50               | 22               | 73               | 71               | 104              | 208              | 126              | 20               | 0                | 91               | 267              | 198              | 6                | 53               | 3                | 83               | 140              | 55               | 97               | 248              | 32               | 15               | 11               | 206              | 46               | 37               |
| Total              | 94               | 57               | 93               | 74               | 204              | 255              | 153              | 102              | 0                | 170              | 432              | 378              | 6                | 115              | 3                | 301              | 170              | 220              | 364              | 499              | 65               | 75               | 11               | 524              | 109              | 50               |
| Lugar              | 16º              | 21º              | 17º              | 19º              | 9º               | 7º               | 12º              | 15º              | 26º              | 10º              | 3º               | 4º               | 24º              | 13º              | 25º              | 6º               | 11º              | 8º               | 5º               | 2º               | 20º              | 18º              | 23º              | 1º               | 14º              | 22º              |
| Países Votantes    | Chipre           | Albânia          | Israel           | Bélgica          | Rússia           | Malta            | Portugal         | Sérvia           | Reino Unido      | Grécia           | Suíça            | Islândia         | Espanha          | Moldávia         | Alemanha         | Finlândia        | Bulgária         | Lituânia         | Ucrânia          | França           | Azerbaijão       | Noruega          | Países Baixos    | Itália           | Suécia           | San Marino       |
| Países Votantes    | Países Pontuados |                  |                  |                  |                  |                  |                  |                  |                  |                  |                  |                  |                  |                  |                  |                  |                  |                  |                  |                  |                  |                  |                  |                  |                  |                  |

## Outros países
A elegibilidade para uma potencial participação no Festival Eurovisão da Canção requer uma emissora nacional com participação ativa na UER, que poderá transmitir o Festival através da rede Eurovisão. A UER irá convidar a participação no festival para todos os cinquenta e seis membros ativos. Em contraste com os anos anteriores, o membro associado Austrália não precisará de um convite para o concurso de 2020, pois recebeu permissão para participar até 2023.

### Membros ativos da UER
- Andorra  - A 18 de março de 2019, o então diretor-geral do emissora pública andorrana,a RTVA, Xavier Mujal, afirmou que a emissora catalã TV3 estaria disposta em colaborar com a emissora para uma eventual participação do pequeno estado no futuro.[68] No entanto,dois meses depois, houve o anuncio oficial de que a emissora ficaria fora do Festival por mais um ano.[69]*
- Arménia - Com a intenção de competir em 2020, a Armênia foi inicialmente confirmada para o concurso de 2021, quando a lista de participantes foi anunciada pela EBU em outubro de 2020, e foi definida para atuar na segunda metade da segunda semifinal.[70][71] No entanto, em 5 de março de 2021, a Companhia Pública de Televisão da Armênia (AMPTV) confirmou que eles foram posteriormente incapazes de participar devido a crises sociais e políticas no país após a guerra de Nagorno-Karabakh em 2020.[17]
- Marrocos - Em resposta aos rumores de que a UER estava em discussões com Marrocos sobre a sua participação na competição, Karim Sbai, diretor de comunicações da Corporação Nacional de Radiodifusão e Televisão (SNRT) de Marrocos, disse em fevereiro de 2020 que o regresso do país ao Festival ainda não tinha sido discutido.[72]

### Membros associados da UER
- Estados Unidos - Em janeiro de 2020, a UER disse que avaliaria a participação os Estados Unidos na competição se o próximo Festival Americano da Canção fosse um sucesso. Nos Estados Unidos, várias emissoras são membros associados da UER.[73]